# Alcampo
Alcampo, S. A. es una empresa de distribución, filial del grupo francés Auchan, que opera en España bajo los formatos de supermercados, hipermercados y comercio online. A 31 de diciembre de 2023, contaba con 79 hipermercados y 449 supermercados (124 de ellos franquiciados), así como 53 gasolineras y una plantilla de 19.600 empleados.
Aunque inicialmente la marca Alcampo se usaba solamente en hipermercados, desde 2017 se empezó a utilizar en los supermercados del grupo con el objetivo de convertirse en la marca única sustituyendo a la marca Simply, perteneciente a Supermercados Sabeco.

## Historia
Alcampo se constituyó como empresa en 1979 e inició su actividad en España en 1981 con la apertura de un hipermercado en Utebo (Zaragoza), siendo la primera experiencia de internacionalización del Grupo Auchan.
En 1996 adquirió todos los hipermercados Jumbo de España, Portugal y Francia. 
Ese mismo año, Supermercados Sabeco, pasó a ser parte del grupo Auchan.
En 2016 se constituyó Auchan Retail España para agrupar todos los centros (hipermercados Alcampo y supermercados Simply (nombre comercial de Supermercados Sabeco) del grupo en España.
En 2017 se empezaron a abrir supermercados bajo la enseña Alcampo, marca que hasta entonces solamente se utilizaba en hipermercados. Para ello, se renombraron tiendas que operaban hasta entonces bajo la marca Simply (perteneciente a Supermercados Sabeco), o se abrieron directamente nuevos establecimientos con la marca Alcampo. Los supermercados bajo la enseña Alcampo podían adoptar dos denominaciones: Mi Alcampo (los más pequeños) o Alcampo supermercado (los medianos).
En 2020 Auchan Retail España fue absorbida por su propia filial, Alcampo, pasando esta a ser la matriz del grupo en España.
El 1 de abril de 2021 Alcampo, S.A. absorbió a Supermercados Sabeco, S.A.U.
En agosto de 2022 se anunció un acuerdo con Dia para la compra de 235 supermercados de tamaño medio en ocho comunidades autónomas por un precio máximo de 267 millones de euros. La operación incluía también el traspaso de dos naves logísticas en Villanubla (Valladolid).
En marzo de 2023 la Comisión Nacional de los Mercados y la Competencia (CNMC) autorizó la venta de 224 establecimientos a Alcampo, 11 menos de los previstos inicialmente para evitar el monopolio en ciertas zonas. Se preveía que dicha transacción finalizara en julio de ese año y Alcampo renovaría dichas tiendas instaurando su nombre en ellas.

## Tipos de establecimientos
- Alcampo: Hipermercado normalmente situado en la periferia de las ciudades con el máximo surtido.
- Alcampo Supermercado: Supermercado urbano con gran surtido para elegir.
- Mi Alcampo: Supermercado urbano de ultraproximidad.
- Alcampo City: Establecimiento moderno con mayor sensación de lujo, mejor atención al cliente y mejoras significativas en cuanto a accesibilidad y sostenibilidad.

## Marcas propias
En cuanto a las marcas propias, se comercializan las siguientes:
- AUCHAN: productos que pretenden facilitar el día a día pero que son siempre concebidos con un plus de valor añadido, incorporando recetas diferenciadoras o desarrollando gamas como “Auchan Baby”, “Auchan Selection” o “Auchan BIO
- AUCHAN SELECTION: productos de alimentación productos propios de diversas zonas de España, contando la mayoría con el sello D.O.P o I.G.P o procediendo, aun sin el sello, de orígenes reconocidos
- AUCHAN GOURMET: productos de alimentación selectos
- PRODUCTOS ECONÓMICOS AUCHAN: marca básica.
- QILIVE: electrónica, informática y electrodomésticos
- IN EXTENSO: acoge productos de moda y complementos
- COSMIA: higiene y cosmética
- ACTUEL: productos para el hogar
- ONE TWO FUN: juguetes

## Gasolineras de Alcampo
Almería

 Granada

 Jerez de la Frontera

 Linares

 Motril

 Sevilla

 Alcañiz

 Barbastro

 Calatayud

 Ejea de los Caballeros

 Huesca

 Utebo

 Zaragoza

 El Entrego

 Gijón

 Albacete

 Cuenca

 Toledo

 Valdepeñas

 Mataró

 Reus

 San Adrián de Besós

 San Baudilio de Llobregat

 San Quirico de Tarrasa

 Tortosa

 Villanueva y Geltrú

 Ferrol

 Vigo

 Villagarcía de Arosa

 Logroño

 Alcalá de Henares

 Alcobendas

 Alcorcón

 Fuenlabrada

 Colmenar Viejo

 Getafe

 Leganes

 Torrejón de Ardoz 

 Alboraya

 Aldaya

 Alicante

 Castellón de la Plana

 La Zenia

 Irún

 Oyarzun

 Aranda de Duero

 Burgos